# يسري بيومي
يسري محمد بيومي (1958 م مصر القديمة)، عضو سابق عن العمال بـمجلس الشعب المصري للدورات البرلمانية (2005 - 2010) و (2012) عن دائرة مصر القديمة وعضو الكتلة البرلمانية للإخوان المسلمين في برلماني ما قبل وبعد ثورة 25 يناير. يعمل بشركة الجيزة العامة للمقاولات والاستثمار العقاري. في أثناء الإعداد لانتخابات الرئاسة المصرية 2012 أُشيع خروجه عن رأي الجماعة ومساندته للمرشح عبد المنعم أبو الفتوح إلا أنه نفي ذلك وأكد التزامه بقرار الجماعة بعد الشورى، وكان ذلك قبل أن تدفع الجماعة بخيرت الشاطر مرشحا لها في الانتخابات، ثم تدفع بمحمد مرسي مرشحا احتياطيا.
وبعد وقوع الانقلاب العسكري في مصر بعدة أشهر تم إلقاء القبض عليه بتهمة التحريض على العنف والانتماء لكيان محظور.

## العمل السياسي والعام
- سكرتير عام صندوق الزمالة بشركة الجيزة للمقاولات.
- عضو اللجنة النقابية بشركة الجيزة للمقاولات من عام 1987م.
- خاض انتخابات المحليات عام 1992 إلا أنه تم التزوير ضده.
- دور بارز في أعمال الإغاثة لضحايا زلزال عام 1992م بمصر القديمة.
- عضو مجلس الشعب للفصل التشريعي التاسع (2005- 2010).
- عضو لجنة الإسكان بمجلس الشعب (2005 - 2010).
- عضو أول مجلس شعب منتخب بعد ثورة 25 يناير (2012).
- عضو اللجنة القومية للدفاع عن حقوق العمال.

## أهم أعماله
شارك «يسري بيومي» في مجلس الشعب المصري لدورتين برلمانيتين إحداهما قبل ثورة يناير والأخرى بعد الثورة. كان له ولزملائه نشاطا ملحوظا في برلمان ما قبل الثورة، وبالرغم من أن الكتلة البرلمانية للإخوان كانت لا تتعدى 19% من إجمالي عدد أعضاء المجلس إلا أن دورهم الرقاببي من أسئلة وطلبات إحاطة واستجوابات قد تجاوز نسبة 40% من حجم أعمال المجلس.

## وصلات خارجية
- إخوان أون لاين -برلمان 2005